# Chhisti
Chhisti (en népalais : छिस्ती) est un comité de développement villageois du Népal situé dans le district de Baglung. Au recensement de 2011, il comptait 4 810 habitants.